# Theodore Schultz
Theodore William Schultz (Arlington, EUA 1902 - Evanston 1998) fou un economista estatunidenc guardonat amb el Premi Nobel d'Economia l'any 1979.

## Biografia
Va néixer el 30 d'abril de 1902 a la ciutat d'Arlington, població situada a l'estat nord-americà de Dakota del Sud. Va estudiar agricultura al South Dakota State College, on es graduà el 1927, i posteriorment estudià economia a la Universitat de Winsonsin, on es doctorà el 1930. Professor del Iowa State College, el 1943 es traslladà a la Universitat de Chicago.
Va morir el 26 de febrer de 1998 a la ciutat d'Evanston, situada a l'estat d'Illinois.

## Recerca econòmica
A partir de 1946 va esdevenir director del departament d'Economia de la Universitat de Chicago, i se centrà en l'estudi de la importància dels recursos humans en l'agricultura, especialment en l'anomenada economia del desenvolupament. Va criticar la importància que aquests països donaven al procés d'industrialització en sacrifici de l'agricultura.
L'any 1979 fou guardonat amb el Premi Nobel d'Economia, juntament amb Arthur Lewis, per les seves aportacions a les investigacions en matèria de desenvolupament econòmic, i en especial als problemes als quals s'enfrenten els països en vies de desenvolupament.

## Obra publicada
- 1943: Redirecting Farm Policy
- 1945: Agriculture in an Unstable Economy
- 1953: The Economic Organization of Agriculture
- 1963: The Economic Value of Education
- 1964: Transforming Traditional Agriculture
- 1968: Economic Growth and Agriculture
- 1971: Investment in Human Capital: The Role of Education and of Research
- 1972: Human Resources (Human Capital: Policy Issues and Research Opportunities)